# Biu (Nigéria)
Biu é uma cidade e uma área de governo local (ou LGA) no sul de Borno da Nigéria. A cidade é o centro administrativo da LGA. A cidade já foi a capital do reino de Biu, e agora é capital do Emirado de Biu. Biu encontra-se no planalto de Biu em uma elevação média de 626 metros. A região é semi-árida.